# Barnabás Sztipánovics
Barnabás Sztipánovics (ur. 2 lipca 1974 w Siklós) – węgierski piłkarz, grający na pozycji pomocnika.

## Kariera
Seniorską karierę rozpoczął w 1993 roku w grającym w NB II Beremendi Építők, dla którego w 23 meczach zdobył cztery bramki. Po roku gry w Beremendi Építők przeszedł do pierwszoligowego Zalaegerszegi TE. W NB I w barwach tego klubu zadebiutował 8 sierpnia 1994 roku w przegranym 1:3 meczu z Ferencvárosem. W Zalaegerszegi występował przez trzy sezony, po czym rozpoczął grę w Chorwacji. W sezonie 1997/1998 występował w drugoligowym NK Belišće, dla którego strzelił 20 goli, a następnie przeszedł do HNK Rijeka, z którym w sezonie 1998/1999 zdobył wicemistrzostwo Chorwacji. W 2000 roku został zawodnikiem Mariboru, z którym dwukrotnie (w latach 2001–2002) został mistrzem Słowenii. Po dwuletnim okresie gry na Cyprze w 2004 roku wrócił na Węgry, grając w Pécsi MFC i Nyíregyháza Spartacus. Pod koniec kariery grał w amatorskich klubach z Austrii: SK Asten i SV Molln, a także w Siklósi FC, gdzie był grającym trenerem. Karierę piłkarską zakończył w 2013 roku.
Raz wystąpił w reprezentacji Węgier – 10 marca 1999 roku w zremisowanym 1:1 spotkaniu z Bośnią i Hercegowiną.

## Statystyki ligowe
| Sezon         | Klub                     | Liga                      | Mecze | Gole |
| ------------- | ------------------------ | ------------------------- | ----- | ---- |
| 1993/1994     | Beremendi Építők SE      | NB II                     | 23    | 4    |
| 1994/1995     | Zalaegerszegi TE         | NB I                      | 23    | 3    |
| 1995/1996     | Zalaegerszegi TE         | NB I                      | 25    | 2    |
| 1996/1997     | Zalaegerszegi TE         | NB I                      | 12    | 0    |
| 1997/1998     | NK Belišće               | 2. HNL                    | 35    | 20   |
| 1998/1999     | HNK Rijeka               | 1. HNL                    | 26    | 14   |
| 1999/2000     | HNK Rijeka               | 1. HNL                    | 29    | 5    |
| 2000/2001     | Maribor Pivovarna Lasko  | 1. SNL                    | 17    | 7    |
| 2001/2002     | Maribor Pivovarna Lasko  | 1. SNL                    | 26    | 11   |
| 2002/2003     | APOEL FC                 | Protathlima A’ Kategorias | 22    | 10   |
| 2003/2004     | Olympiakos Nikozja       | Protathlima A’ Kategorias | 12    | 4    |
| 2004/2005     | Pécsi Mecsek FC          | NB I                      | 9     | 2    |
| 2005/2006     | Nyíregyháza Spartacus FC | NB II                     | 21    | 13   |
| 2006/2007 (j) | Nyíregyháza Spartacus FC | NB II                     | 13    | 7    |
| 2006/2007 (w) | Pécsi Mecsek FC          | NB I                      | 9     | 2    |
| 2009/2010     | Siklósi FC               | Megye I                   | ?     | ?    |
| 2010/2011     | Siklósi FC               | Megye I                   | 26    | 19   |
| 2011/2012     | Siklósi FC               | Megye I                   | 18    | 7    |
| 2012/2013     | Siklósi FC               | Megye I                   | 27    | 23   |